# Amos (Zeitschrift)
AMOS ist der Titel einer Zeitschrift aus der Zeit der 68er-Bewegung, der an den sozialkritischen Propheten Amos aus der Bibel anknüpft. Als Zeitschriftentitel erschien AMOS erstmals im Herbst 1968 auf Flugblättern aus Anlass der damaligen Landessynode der Evangelischen Kirche von Westfalen bei den Von Bodelschwinghschen Anstalten Bethel. Seit Beginn des Jahres 1969 wird AMOS als kritische Quartalszeitschrift aus dem Ruhrgebiet in Bochum veröffentlicht. Bis 2008 lautete der Untertitel Kritische Blätter aus dem Ruhrgebiet.  Die Zeitschrift beschäftigt sich jeweils mit einem Themenschwerpunkt und enthält überwiegend Originalbeiträge.

## Ziele und Umsetzung
Die Autoren wollen die Aussagen des biblischen Propheten mit heutiger Gesellschaftskritik verbinden: als Kritik an sozialer Ungerechtigkeit (Soziale Gerechtigkeit) einerseits, an „frommer Selbstgenügsamkeit“ andererseits. Amos wie auch andere biblische Propheten seiner Zeit provozierten demnach, stellten Mächtige bloß und erregten Aufsehen durch symbolische Handlungen des zivilen Ungehorsams. Amos wirkte, so die biblische Geschichte, zu seiner Zeit (8. Jahrhundert v. Chr.) exemplarisch: Er arbeitete mit den Händen und lebte einfach, vom Ertrag seiner Felder; er wird als geistig wie wirtschaftlich unabhängig geschildert. Aus einfachen Verhältnissen stammend, trat er an die Öffentlichkeit, ohne offiziell studiert zu haben. Am Hof oder im Tempel wollte er keine Macht ausüben. Sein Beispiel war der Grund, ihn als Namensstifter zu wählen.
Das Logo der Zeitschrift ist unverändert geblieben, was die Kontinuität zur 1968er-Bewegung betonen soll. Es handelt sich im Unterschied zu vielen Neugründungen dieser Epoche um eine der wenigen Zeitschriften, die bis heute (2022) kontinuierlich erscheinen.
Träger ist ein Projekt von gesellschaftlich handelnden Menschen im Ruhrgebiet, die sich auf den Strukturwandel der Region beziehen. Dieser Wandel wird anhand bestimmter Themen dargestellt, und die gegensätzlichen Akteure werden betrachtet. Die Zeitschrift versteht sich weiterhin als gesellschaftskritisch. Die Herausgeber und Autoren setzen sich zum Ziel, „Herrschaftsverhältnisse“ zu analysieren und Kräfte der „Rebellion“ und „Widerständigkeit“ zu unterstützen. Durch AMOS sollen Kräfte vernetzt werden, die nach Alternativen suchen, nach dem Motto „Eine andere Welt ist möglich“. Die Zeitschrift versteht sich als Partei ergreifend, nicht aber als parteipolitisch festgelegt. Die Themen entstammen vorwiegend den Sozial-, Kultur-, Religions- und integrationspolitischen Fragestellungen der Gegenwart. Die Finanzierung sichern die Abonnenten und Förderer.
Im Herausgabe- und Redaktionskreis arbeiten u. a. Persönlichkeiten aus der evangelischen Kirche mit, die sich in der ökumenischen und interreligiösen Praxis und Theorie engagieren.
Die Vierteljahreszeitschrift wird in der evangelischen Kirche kritisch beobachtet. Denn sie weist u. a. auch auf „Fehlentwicklungen“ und „Missstände“ innerhalb der Kirche hin, wie zum Beispiel auf arbeitsrechtliche Probleme von Kirchenangestellten. Einmalig erhielt AMOS von kirchlichen Stellen im Jahr 2003 einen Druckkostenzuschuss.
Die Publikation wird aufgeführt im Jahrbuch Stamm, einem Leitfaden für Presse und Werbung.

## Rechtsstreit um den Zeitschriftentitel
Eine von dem katholischen Sozialinstitut Kommende in Dortmund und dem Verlag Aschendorff, Münster, seit Herbst 2006 neu herausgegebene Zeitschrift trug zunächst denselben Namen im Titel mit dem Untertitel Gesellschaft gerecht gestalten. Die Herausgeber des originären AMOS nahmen Titelschutz in Anspruch und erreichten erst mit Hilfe des Landgerichts Bochum, dass die Herausgeber der neuen Zeitschrift ab 2008 den Titel in Amosinternational abänderten.